# 부산 복병산배수지
부산 복병산배수지(釜山 伏兵山配水池, 영어: Bokbyeongsan Mountain Reservoir, Busan)는 부산광역시 중구 대청동에 있는, 일제강점기에 성지곡수원지 물을 각 가정에 공급하기 위해 건립된 건축물이다. 2007년 7월 3일 대한민국의 국가등록문화재 제327호로 지정되었다.

## 현지 안내문
이 시설물은 성지곡수원지 물을 각 가정에 공급하기 위해 건립하였다. 배수지는 모두 3동으로 구성되어 있으며, 정면 왼쪽 저수 시설 2동은 1910년에 건립하였고, 오른쪽 1동은 1973년에 증축하였다. 1910년의 여과 시설 벽체는 붉은 벽돌로 쌓고 상부는 석재로 마감하였으며, 아치 형태의 석조 문틀로 된 입구 위에는 '선경(仙境)의 물처럼 마르지 말라'라는 뜻의 '요지무진(瑤池無盡)'이라는 현판이 남아 있다.

## 참고 문헌
- 이 문서에는 다음커뮤니케이션(현 카카오)에서 GFDL 또는 CC-SA 라이선스로 배포한 글로벌 세계대백과사전의 "《부산 복병산배수지》" 항목을 기초로 작성된 글이 포함되어 있습니다.

## 참고 자료
- 부산 복병산배수지 - 국가유산청 국가유산포털